# Carbonosicus carbonarius
Carbonosicus carbonarius är en tvåvingeart som först beskrevs av Krober 1915.  Carbonosicus carbonarius ingår i släktet Carbonosicus och familjen stekelflugor. Inga underarter finns listade i Catalogue of Life.